# Sound Asleep
Sound Asleep EP / Whisper EP – wydany na 50 krążkach, w 1999 roku, EP grupy Evanescence.

## Lista utworów
1. "Give Unto Me" (Sound Asleep version) – 5:51
2. "Whisper" (Sound Asleep version) – 4:07
3. "Understanding" (Sound Asleep version) – 4:53
4. "Forgive Me" – 3:03
5. "Understanding" (Evanescence EP version) – 7:23
6. "Ascension of the Spirit" – 11:48